# 弗格森 (北卡羅萊納州)
弗格森（英語：Ferguson）是位於美國北卡羅萊納州威爾克斯縣的非建制地區。

## 歷史
弗格森的郵局自1914年營運至今。

## 地理
弗格森所處的海拔為高於海平面331米（即1086英呎），而該地所採用的時區為UTC-5，即北美东部时区（EST）。同時該地設有夏令時間，為UTC-5調快一小時，即UTC-4（EDT）。